# Pinafore Moraine
Pinafore Moraine är en kulle i Antarktis. Den ligger i Östantarktis. Australien gör anspråk på området. Toppen på Pinafore Moraine är 2 000 meter över havet.
Terrängen runt Pinafore Moraine är platt åt sydväst, men åt nordost är den kuperad. Trakten är obefolkad. Det finns inga samhällen i närheten.